# Nattapettai
Nattapettai es una ciudad censal situada en el distrito de Kanchipuram en el estado de Tamil Nadu (India). Su población es de 19883 habitantes (2011). Se encuentra a 66 km de Chennai y a 7 km de Kanchipuram.

## Demografía
Según el censo de 2011 la población de Nattapettai era de 19883 habitantes, de los cuales 9986 eran hombres y 9897 eran mujeres. Nattapettai tiene una tasa media de alfabetización del 80,42%, superior a la media estatal del 80,09%: la alfabetización masculina es del 87,33%, y la alfabetización femenina del 73,46%.